# Strictly 4 Traps N Trunks 44: Free Young Buck Edition
Strictly 4 Traps N Trunks 44: Free Young Buck Edition — мікстейп американського репера Young Buck, гостем якого став DJ Crisis. Виконавчі продюсери: Young Buck, G.I. Реліз випустили в день Геловіну. Трек «Cut You Off» відсутній у безкоштовному завантаженні. «Throwed Off» та «The Reason» — також є бонус-треками G.a.S — Gangsta and Street на iTunes. «Betta Know It» — ремікс «Ya Betta Know It» з вуличного альбому The Rehab.

## Передісторія
У серпні 2012 репер почав відбувати 18-місячний тюремний строк. Мікстейп (перший реліз з часів G.a.S — Gangsta and Street) вийшов завдяки менеджменту Бака. 5 жовтня оприлюднено перший трейлер, 13 жовтня — другий, разом з уривком «This Shit Rough».
17 жовтня опублікували спеціальну геловінську обкладинку мікстейпу (на ній можна розгледіти обкладинку студійного альбому 50 Cent The Massacre), яка згодом стала повноцінною заміною початкового варіанту оформлення. 18 жовтня став відомим треклист релізу. «This Shit Rough» оприлюднили 20 жовтня, а «So Gone» — 25-го. 28 жовтня альбом став приступним для попереднього замовлення на iTunes та на офіційному сайті виконавця TheRealYoungBuck.com (CD-копії). У день виходу мікстейп з'явився на livemixtapes.com.

## Список пісень
| #   | Назва                                                                         | Продюсер(и)                              | Тривалість |
| --- | ----------------------------------------------------------------------------- | ---------------------------------------- | ---------- |
| 1.  | «This Shit Rough»                                                             | Drumma Boy                               | 4:00       |
| 2.  | «Re-Up» (з участю 8Ball & MJG)                                                | Drumma Boy                               | 3:54       |
| 3.  | «Do It»                                                                       | Freeway TJay                             | 5:06       |
| 4.  | «Kill Sumn»                                                                   | Drumma Boy                               | 3:57       |
| 5.  | «So Gone» (з участю 2 Chainz)                                                 | Young Juve                               | 4:20       |
| 6.  | «Front Seat»                                                                  | Lil Lody                                 | 4:08       |
| 7.  | «Compare Me»                                                                  | Chinky, Sarah J                          | 3:27       |
| 8.  | «Peep Hole» (з участю Charlie P)                                              | Drumma Boy                               | 2:24       |
| 9.  | «Betta Know It» (з участю B.G.)                                               | Drumma Boy                               | 4:31       |
| 10. | «I'ont Know» (з участю DJ Paul)                                               | Drumma Boy                               | 4:09       |
| 11. | «Cut You Off»                                                                 | Drumma Boy                               | 4:03       |
| 12. | «Air Yeezy's»                                                                 | Cooke Productions, G-Note Beats, Sarah J | 3:55       |
| 13. | «To Be Continued»                                                             | LXG, Sarah J                             | 3:36       |
| 14. | «Throwed Off» (з участю Tha City Paper) (G.a.S — Vol. 2: The Auction Preview) | Jokaa, Sarah J                           | 3:47       |
| 15. | «The Reason» (з участю Tha City Paper) (G.a.S — Vol. 2: The Auction Preview)  | Hits by Chris, Sarah J                   | 3:08       |
| 16. | «Pussy Bill» (з участю Tha City Paper) (G.a.S — Vol. 2: The Auction Preview)  | Mouse                                    | 3:25       |

| Бонус-треки | Бонус-треки                                                | Бонус-треки | Бонус-треки |
| #           | Назва                                                      | Продюсер    | Тривалість  |
| ----------- | ---------------------------------------------------------- | ----------- | ----------- |
| 17.         | «Son of God» (Young Noble)                                 | Boss Devito | 3:16        |
| 18.         | «Where You Want Me» (C-Bo з участю Young Streets та T-Dot) |             | 3:24        |